# Monica Abbott
Monica Abbott (Santa Cruz, 28 de julho de 1995) é uma jogadora de softbol estadunidense, que joga na posição de arremessadora (pitcher).

## Carreira
Abbott compôs o elenco da Seleção dos Estados Unidos de Softbol Feminino nos Jogos Olímpicos de Verão de 2020 em Tóquio, onde conquistou a medalha de prata após confronto contra a equipe japonesa na final da competição.